# 鍵田剛
鍵田 剛（かぎた たけし、1956年 - ）は、日本の地方公務員。大阪市副市長、大阪マラソン組織委員会副会長などを経て、大阪市職員互助会理事長。

## 人物・経歴
1979年京都大学法学部卒業。大阪市経済局長などを経て、2011年に橋下徹が大阪市長に就任すると、政策企画室長を務めた。2015年に吉村洋文市長の新体制において中尾寛志とともに副市長に起用され、大阪マラソン組織委員会副会長も兼務した。2018年全国市有物件災害共済会代表理事（理事長職務代理者）。2020年任期満了退任、大阪市職員互助会理事長。